# Покожица
Покожица (епидермис; грч. επιδερμίδα [] — епидермида) је површинско вишеслојно ткиво коже кичмењака. Најнижи слојеви належу на крзно и у сталном су контакту са њим преко крвних судова. Они представљају живи слој ћелија које се интензивно деле. Тај слој ћелија се назива stratum germinativum (stratum malpighii). Интензивним деобама ћелија овог слоја настају виши слојеви, чије ћелије постепено орожавају — импрегнирају се рожном материјом, кератином. Највиши слој епидермиса, у непосредном додиру са спољашњом средином, назива се stratum corneum.
Amphioxus, Cyclostomata, рибе, и ларве водоземаца имају на површини епидермиса танку кутикулу, а сви остали кичмењаци рожни слој.
Код сисара је слој стратум корнеум одвојен од слоја стратум герминативум са два додатна слоја: стратум гранулозум и стратум луцидум. У овим слојевима се врши постепено орожњавање.

## Епидермис коже човека
Епидермис човека представља вишеслојан плочасти кератинизован епител изграђен највише од ћелија названих кератиноцити. Танка кожа изграђена је од четири, а у дебелој има пет слојева ћелија:
- належе на подепителску ламину; његове ћелије имају способност митотичког дељења чиме се надокнађују слојеви уклоњени перутањем;
- образује неколико слојева кератиноцита које због трноликих наставака добијају назив рогљасте (трнолике) ћелије;
- један слој плочастих кераноцита;
- слој кераноцита у коме се тешко уочавају ћелијске органеле, не постоји у танкој кожи;
- неколико слојева мртвих, рожних ћелија.